# Maximilien II (roi de Bavière)
Pour les articles homonymes, voir Maximilien II.
 (avril 2022).
Si vous disposez d'ouvrages ou d'articles de référence ou si vous connaissez des sites web de qualité traitant du thème abordé ici, merci de compléter l'article en donnant les références utiles à sa vérifiabilité et en les liant à la section « Notes et références ».
Maximilien II de Bavière (en allemand : Maximilian Joseph von Wittelsbach ; né le 28 novembre 1811 à Munich – mort le 10 mars 1864 dans la même ville) est de 1848 à 1864 le troisième roi de Bavière. Il est le fils aîné de Louis Ier et de son épouse Thérèse de Saxe-Hildburghausen.

## Vie privée et famille
Les tantes du roi Maximilien font de brillants mariages :
- Augusta-Amélie épouse Eugène de Beauharnais, beau-fils et fils adoptif de Napoléon Ier, et leurs enfants s'apparentent aux familles régnantes de Suède, du Portugal, du Brésil, et de Russie,
- Caroline-Augusta épouse l'empereur François Ier d'Autriche,
- Élisabeth épouse le roi de Prusse,
- Amélie et Marie sont tour à tour reines de Saxe,
- Sophie est la mère de l'empereur d'Autriche François-Joseph Ier,
- et la cadette Ludovika, en épousant le duc Maximilien en Bavière, est la mère de la fameuse Sissi (François-Joseph Ier épouse donc sa cousine Sissi). Marie-Sophie, une autre fille de Ludovika, est brièvement la dernière reine des Deux-Siciles.

Deux des sœurs de Maximilien épousent des princes régnants :
- Mathilde devenue grande-duchesse de Hesse et donc belle-sœur de la tsarine de Russie (la sœur de son mari Louis III de Hesse ayant épousé le tsar Alexandre II de Russie),
- Aldegonde, duchesse de Modène.

Son frère cadet Othon Ier est élu en 1831 roi des Hellènes.
Maximilien épouse en 1842 Marie de Hohenzollern, fille du prince Guillaume de Prusse, fils cadet du roi de Prusse Frédéric-Guillaume II, et cousine germaine des rois Frédéric-Guillaume IV et Guillaume Ier (le futur Kaiser).
Deux enfants sont issus de cette union :
- Louis II (1845 – 1886) qui lui succède ;
- Othon Ier (1848 – 1916) qui succède à son frère aîné, mais qui, déclaré fou dès 1872, est interné, son oncle Luitpold de Bavière assurant la régence.

## Règne

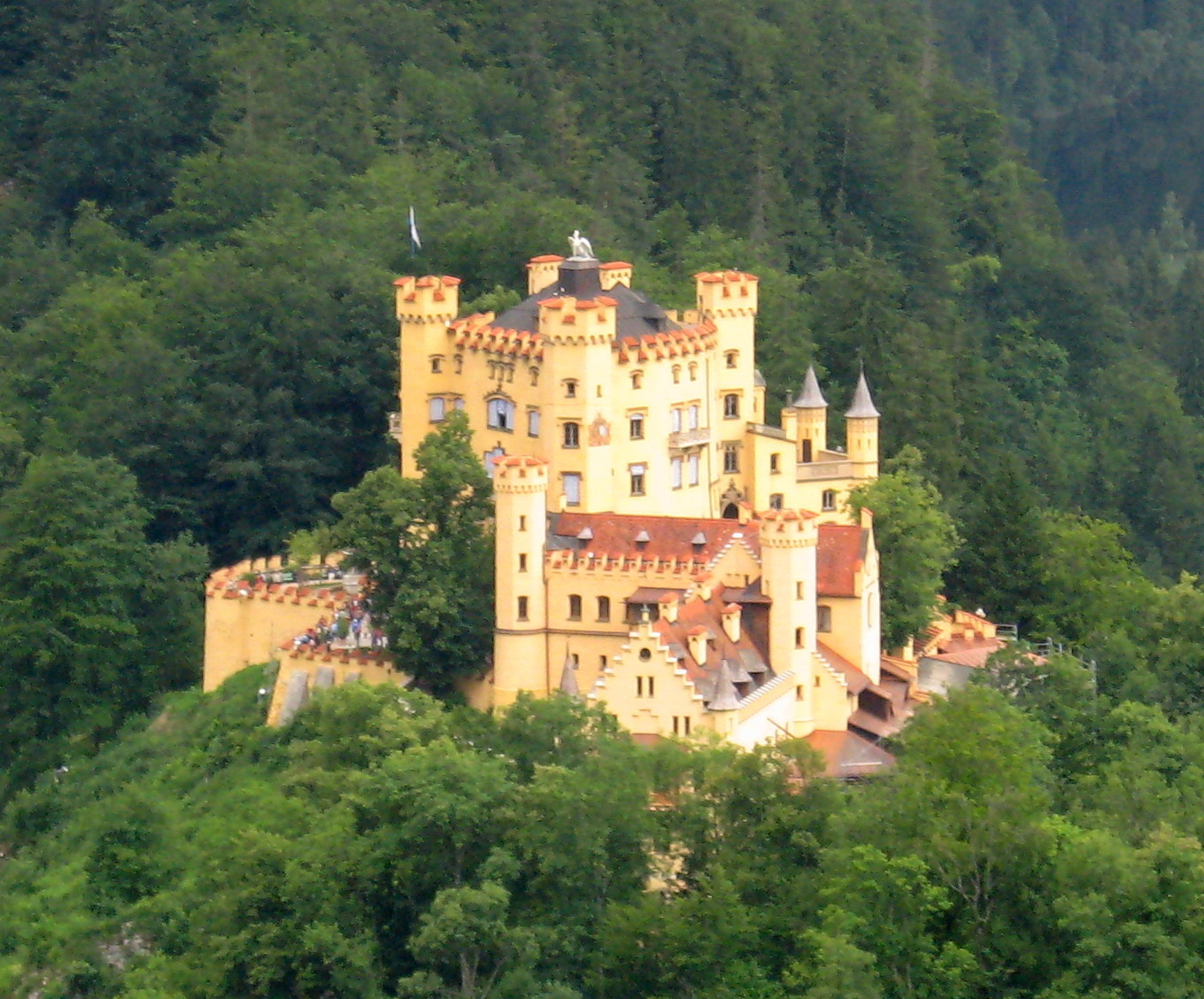
Le château de Hohenschwangau.

En 1832, le prince héritier Maximilien acquiert le château de Hohenschwangau (en allemand, Hohenschwangau signifie « haut pays du cygne ») et le fait restaurer jusqu'en 1837 de style néogothique comme résidence de campagne.
Compromis par sa liaison avec Lola Montez, le vieux roi Louis Ier, pris dans la tourmente révolutionnaire de 1848, est contraint d'abdiquer en faveur de son fils aîné Maximilien.
Maximilien II est un homme cultivé. Il aime les lettres et les sciences et aurait aimé être professeur d'université ; il promeut les travaux de scientifiques, dont ceux de Gregor Mendel qui, en étudiant des petits pois, découvre les lois de l'hérédité, mais aussi ceux de Charles Liebig, qui est à l'origine de la chimie agricole et invente le chloroforme.
En 1854 et 1859, ses cousines germaines Elisabeth et Marie-Sophie, issues de la branche cadette de la Maison de Bavière, épouse, la première, l'empereur d'Autriche, la seconde le roi des Deux-Siciles. En revanche, il ne donne que difficilement son accord au mariage de sa cousine Hélène en Bavière, fiancée délaissée de l'empereur d'Autriche, avec le prince héritier de Tours et Taxis ; l'immense fortune du futur époux, sujet bavarois, n'en fait pas pour autant un prince de sang royal. Il faut l'influence et les scrupules des souverains autrichiens  pour fléchir le roi, homme d'ordre, conscient de son rang, de ses devoirs et des traditions des Maisons souveraines. Le mariage a lieu en 1858.

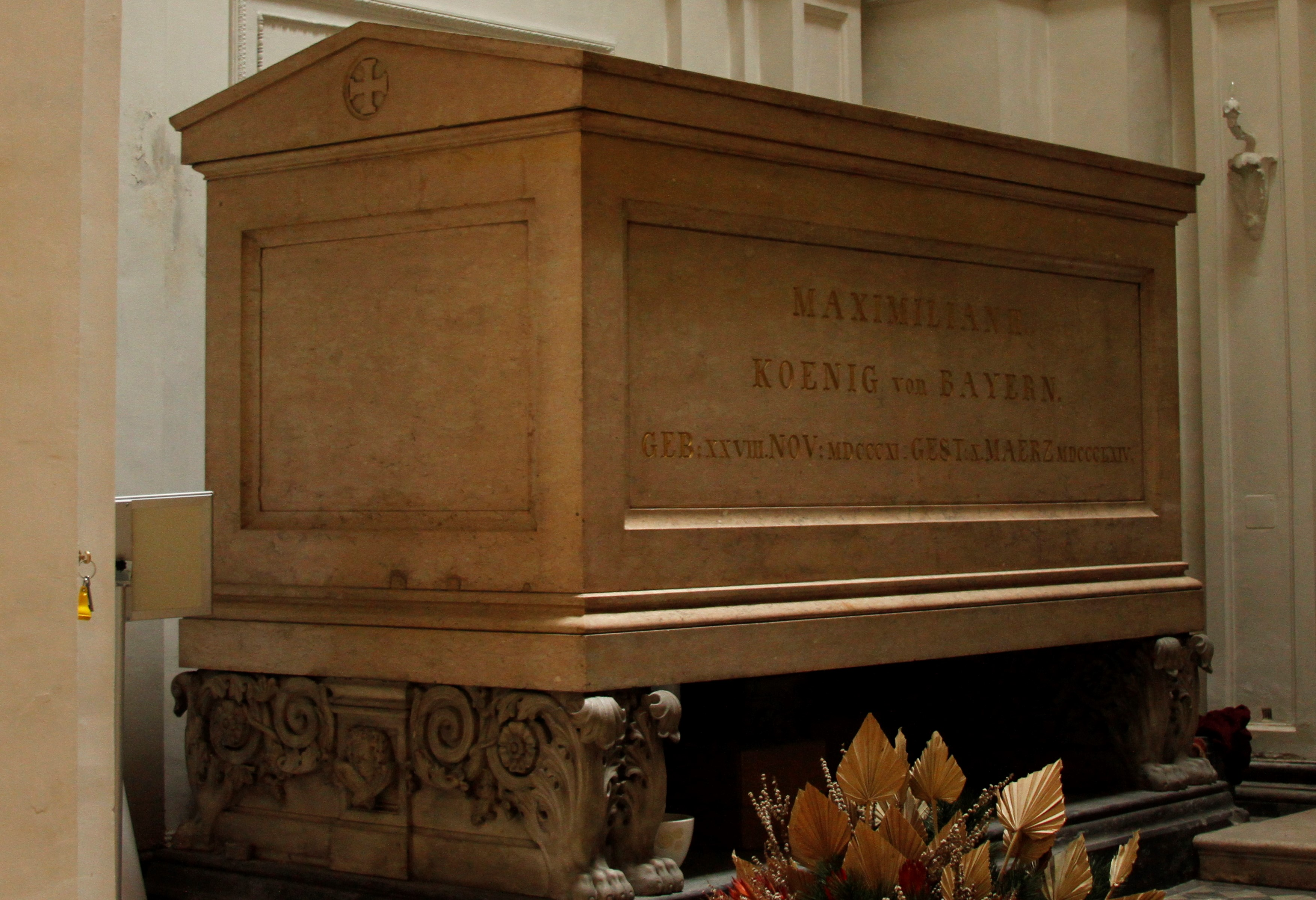
Tombeau de Maximilien II de Bavière.

Dans un contexte où l'unification allemande se dessine sous l'égide de la Prusse et du chancelier Otto von Bismarck, (l'accord douanier Zollverein est en vigueur depuis son prédécesseur), il mène dans son royaume une politique libérale et cherche à unir autour de la Bavière les petits États allemands face à la Prusse et à l'empire d'Autriche.
Il meurt en trois jours d'un érysipèle, à l'âge de 52 ans, avant les guerres d'unification allemandes. Il est inhumé dans l'église des Théatins à Munich dans un tombeau monumental situé dans une chapelle latérale de la nef face à celui de son épouse Marie. Son cœur est prélevé du corps pour être inhumé dans un monument situé dans la Chapelle de la Grâce à Altötting., Son fils aîné, Louis, âgé de 19 ans, lui succède.